# Wu Zetian
La emperatriz Wu o Wu Zetian (Wade-Giles: Wu Tsê-tʻien, 624 – 16 de diciembre del 705) fue emperatriz de China entre los años 690 y 705, interrumpiendo brevemente el gobierno de la dinastía Tang. Si bien otras mujeres tuvieron influencia sobre el poder desde la posición de emperatrices consortes o regentes, la emperatriz Wu fue la única monarca soberana en toda la historia china. Fue elevada a emperatriz tras su matrimonio con Gaozong de Tang en 655, y se convirtió en emperatriz viuda tras su muerte en el 683, tras lo cual obtuvo el poder absoluto sobre el Imperio. En el año 690 proclamó su propia dinastía, a la que llamó Zhōu (周), en un intento de que su reinado evocara el esplendor idealizado de la antigua dinastía Zhou (1046-256 a. C.). Su dinastía duró poco, pues los Tang fueron restaurados al poder tras su abdicación forzada solo meses antes de su muerte.
El nombre chino habitual de la emperatriz es en la actualidad Wǔ Zétiān (chino tradicional: 武則天, chino simplificado: 武则天). Este nombre es una combinación de su apellido Wu y de su nombre póstumo Zetian. Su nombre personal fue Wǔ Zhào (武曌), nombre que tomó cuando se hizo con el poder, y para el que llegó a inventar un carácter, con el fin de tener un nombre único. Anteriormente, se la había conocido con nombres diversos. Durante su reinado, utilizó el nombre de Shèngshén Huángdì (聖神皇帝 / 圣神皇帝), utilizando el título huángdì acuñado por el primer emperador Qin Shi Huang, y que se traduce al español como ‘emperador’. El que una mujer pretendiera ocupar el puesto de huángdì escandalizó a muchos de los intelectuales de la época, que veían en la subida al trono de una mujer una vulneración de las normas confucianas. La emperatriz Wu intentó acallar estas críticas mediante su patrocinio del budismo, promoviendo interpretaciones de la doctrina budista que daban legitimidad a su reinado.

## Juventud
Nació en el seno de una familia aristocrática de Shanxi, originaria de la localidad de Wénshuǐ (文水). Su padre Wǔ Shìhuo (武士彠) (577-635) había sido un aliado del fundador de la dinastía Tang, Tang Gaozu, que le concedió el título de Duque de Taiyuan (太原郡公 Tàiyuán Jùngōng), mientras que su madre, la señora Yang (楊氏 / 杨氏 Yáng Shì) (579-670), con la que Wu Shihuo se había casado en segundas nupcias, estaba emparentada con la familia imperial de la dinastía anterior a los Tang, la dinastía Sui. No se sabe con certeza dónde nació la Emperatriz Wu. Es posible que naciera en la localidad de Lìzhōu (利州), donde estaba destinado su padre, o tal vez en la capital de ese entonces, Chang'an.
Siendo niña, tal vez en 638 o 636, ingresó en el hougong del emperador Tang Taizong, en el quinto rango de concubinas (才人 cáirén). En 649, el emperador Taizong falleció y fue sucedido por su hijo el emperador Tang Gaozong. La joven concubina pasaría a formar parte del hougong del nuevo emperador. Según la historia tradicional, tras la muerte del emperador la joven Wu habría ingresado en un monasterio budista y, más adelante, el nuevo emperador, prendado por su belleza, la habría incorporado a su hougong. Muchos historiadores actuales ponen en duda esta versión y ven más probable que la joven Wu no pasara nunca por el monasterio, sino que, tras la muerte del emperador Taizong, permaneciera en palacio. Es probable que antes de la muerte de Taizong ya hubiera comenzado una relación clandestina con el príncipe heredero, lo que explicaría su permanencia en el hougong de Gaozong, donde ocupó el puesto de concubina de segundo rango. El hecho de que la joven Wu hubiera sido concubina de un padre y un hijo era un motivo más de escándalo para los moralistas confucianos de la época.

## De concubina a consorte
Su presencia en el hougong no era vista con buenos ojos por la consorte de Gaozong, la Emperatriz Wang (王皇后 Wáng Huánghòu), que la veía como una rival de la concubina Xiāo Shúfēi (蕭淑妃 / 萧淑妃), con la que estaba enfrentada. Sin embargo, la ambición y la capacidad de manipulación de la concubina Wu, en esta época llamada Wǔ Mèiniáng (武媚娘), la llevarían a alcanzar la posición de emperatriz consorte. En el año 654, una hija recién nacida de Wu fue asesinada, y Wu acusó a la Emperatriz Wang del crimen. De esta forma, Wu consiguió ser nombrada emperatriz consorte y, según la tradición, ella misma se encargó de torturar hasta la muerte a sus rivales, la concubina Xiao y la emperatriz Wang. Algunos historiadores chinos han mantenido que el asesinato de la niña habría sido obra de la propia Wu para inculpar a sus rivales, pero es probable que esta leyenda haya sido difundida por sus enemigos.
A partir de noviembre de 660, se agravó el estado de salud del Emperador Gaozong, y la Emperatriz Wu comenzó a gobernar desde la sombra. Su poder se incrementó cuando hizo ejecutar a los ministros de la corte Shàngguān Yí (上官儀 / 上官仪) y Lǐ Zhōng (李忠) en enero de 665. Según la leyenda negra que atribuye todo tipo de infamias a la Emperatriz Wu, ésta habría estado envenenando al Emperador en los últimos años de su vida para poder llevar ella misma las riendas del poder. También se dice que hizo matar a su hijo mayor, que se habría enfrentado a ella.

## Consorte imperial y madre del príncipe heredero
A principios de los años 650, la consorte Wu era una concubina del emperador Gaozong, y tenía el título de Zhaoyi (昭儀), que era la clasificación más alta de las nueve concubinas del segundo rango. Wu progresivamente ganó influencia sobre el gobierno del imperio durante todo el reinado del emperador Gaozong, y, eventualmente ella tomó las decisiones más importantes. Fue considerada despiadada en sus esfuerzos por tomar el poder y los historiadores tradicionales creyeron que incluso pudo haber matado a su propia hija para incriminar a la emperatriz Wang (y, más tarde, su propio hijo mayor, Li Hong), en una lucha de poder.
Gaozong se convirtió en emperador a la edad de 21 años; sin experiencia y frecuentemente incapacitado por una enfermedad que le causó mareos, Gaozong solo fue heredero del imperio debido a la desgracia de sus dos hermanos mayores. En, o después del aniversario de la muerte del emperador Taizong, el emperador Gaozong fue al Templo Ganye para ofrecer incienso, y cuando él y la consorte Wu se vieron, ambos lloraron y fueron vistos por la esposa del emperador Gaozong, la Emperatriz Wang. En ese momento, el emperador Gaozong no favorecía a la emperatriz Wang y favorecía mucho a su concubina, la Consorte Xiao; además, la emperatriz Wang no tuvo hijos, y la Consorte Xiao tuvo un hijo (Li Sujie) y dos hijas (las princesas Yiyang y Xuancheng). La emperatriz Wang, al ver que el emperador Gaozong estaba impresionado por la belleza de la consorte Wu, esperaba que la llegada de una nueva concubina desviara al emperador de la consorte Xiao y en secreto le dijo a la consorte Wu que dejara de afeitarse el cabello y en un momento posterior, le dio la bienvenida personalmente al palacio. (Algunos historiadores modernos refutan este relato tradicional, y algunos piensan que la Consorte Wu nunca habría salido del palacio imperial y podría haber tenido una aventura con el Emperador Gaozong mientras el Emperador Taizong (o Li Shimin) todavía estaba vivo).
La Consorte Wu pronto superó a la consorte Xiao como la favorita del emperador Gaozong. En 652, dio a luz a su primer hijo, llamado Li Hong. En 653, dio a luz a otro hijo, Li Xián. Ninguno de estos hijos estaba en la disputa para ser el heredero del emperador Gaozong porque el emperador Gaozong, a pedido de los funcionarios influenciados por la emperatriz Wang y su tío, el canciller Liu Shi, designó a su hijo mayor Li Zhong como su heredero. La madre de Li Zhong, la Consorte Liu, era de origen bajo y la Emperatriz Wang esperaba su gratitud. En 654, tanto la Emperatriz Wang como la Consorte Xiao habían perdido el favor del emperador Gaozong, y estos dos antiguos rivales románticos unieron fuerzas contra la Consorte Wu, pero fue en vano. Como señal de su amor por la Consorte Wu, en 654 el Emperador Gaozong le otorgó honores póstumos a su padre Wu Shihuo.
A medida que el año 654 continuó, poco después de que la Consorte Wu hubiera dado a luz a su hija, el bebé murió, con algunas pruebas que sugieren estrangulamiento deliberado, incluidas las denuncias de Wu, la madre del niño. La consorte Wu acusó a la Emperatriz Wang de asesinato. La Emperatriz Wang, fue acusada de haber sido visto cerca de la habitación de la niña, con el testimonio de presuntos testigos presenciales. El emperador Gaozong fue llevado a creer que Wang tenía los medios para matar a la niña, y probablemente lo hizo, motivada por los celos. La Emperatriz Wang carecía de una coartada y no pudo librarse. Enojado, el emperador Gaozong consideró deponer a la emperatriz Wang y elevar a la Consorte Wu a la posición de Emperatriz; pero, primero quería asegurarse de que los cancilleres del gobierno apoyarían esto. Entonces, el emperador Gaozong visitó la casa de su tío Zhangsun Wuji, el canciller principal, junto con la Consorte Wu (más tarde el emperador Gaozong le otorgaría al canciller Zhangsun muchos tesoros). Durante la reunión, Gaozong mencionó varias veces el tema de la falta de hijos de la emperatriz Wang, un tema que fácilmente conduce a una excusa suficiente para deponerla; Sin embargo, Zhangsun encontró repetidamente formas de desviar la conversación. Las visitas posteriores de la madre de la Consorte Wu, Lady Yang, y el oficial Xu Jingzong, que estaba aliado con la Consorte Wu, para buscar el apoyo de Zhangsun también fueron en vano. No existe información de patología forense científicamente creíble sobre la muerte del niño, y los académicos carecen de evidencia real y concreta sobre su muerte. Sin embargo, la especulación parece continuar.
Como el folklore tradicional tiende a retratar a la Consorte Wu como una mujer hambrienta de poder sin importarle a quién lastimó o lo que hizo, la teoría más popular es que Wu mató a su propio hijo para implicar a Wang. Otras escuelas de pensamiento argumentan que Wang realmente mató al niño por celos y odio hacia Wu ya que Wang no tenía hijos propios. El tercer argumento es que el niño murió por asfixia o muerte en la cuna, considerando que los sistemas de ventilación de la época eran inexistentes o de mala calidad. La falta de ventilación combinada con el uso de carbón como método de calentamiento podría conducir a una acumulación de humos que conducirían a la intoxicación por monóxido de carbono.
En el verano de 655, la Consorte Wu acusó a la emperatriz Wang y su madre, Lady Liu, de usar brujería. En respuesta, el emperador Gaozong excluyó a Lady Liu del palacio y degradó al tío de la emperatriz Wang, Liu Shi. Mientras tanto, una facción de funcionarios comenzó a formarse alrededor de la Consorte Wu, incluidos Li Yifu, Xu, Cui Yixuan (崔義玄) y Yuan Gongyu (袁公瑜). En una ocasión en el otoño de 655, el emperador Gaozong convocó a los cancilleres Zhangsun, Li Ji, Yu Zhining y Chu Suiliang al palacio, ocasión en que Chu dedujo que se referiría al asunto de cambiar a la Emperatriz. Li Ji reclamó una enfermedad y se negó a asistir. En la reunión, Chu se opuso vehementemente a deponer a la Emperatriz Wang, mientras que Zhangsun y Yu mostraron su desaprobación. Mientras tanto, los cancilleres Han Yuan y Lai Ji también se opusieron al movimiento, pero cuando el Emperador Gaozong le preguntó a Li Ji nuevamente, la respuesta de Li Ji fue: "Este es su asunto familiar, Su Majestad Imperial. ¿Por qué preguntarle a alguien más?" El emperador Gaozong, por lo tanto, lo resolvió. Él degradó a Chu y lo puso como comandante en la prefectura de Tan (más o menos moderna Changsha, Hunan), y luego depuso a la Emperatriz Wang y a la Consorte Xiao, dejándolas bajo arresto y nombrando a la Consorte Wu como emperatriz para reemplazar a la Emperatriz Wang. 
Más tarde, ese año, la Emperatriz Wang y la Consorte Xiao fueron asesinados por orden de la nueva Emperatriz Wu después de que el emperador Gaozong mostrara signos de considerar su liberación. Sin embargo, después de su muerte, la emperatriz Wu a menudo fue perseguida por ellas en sus sueños. El emperador Gaozong y ella a menudo se instalaron en la capital oriental de Luoyang y pasaron poco tiempo en Chang'an.

## Abdicación
El 21 de febrero de 705, ya con ochenta años, no pudo evitar el éxito de un golpe de estado, en el que fueron ejecutados sus ministros (y amantes, según la leyenda) los hermanos Zhang, Zhāng Yìzhī (張易之 / 张易之) y Zhāng Chāngzōng (張昌宗 / 张昌宗). La emperatriz fue obligada a abdicar, y su hijo el emperador Zhongzong volvió a subir al trono, restaurando la dinastía Tang en 3 de marzo de 705. La anciana Wu moriría varios meses después, en diciembre de ese mismo año.

## Sucesión
| Predecesor: Ruizong de Tang | Emperatriz de China 690 - 705 | Sucesor: Zhongzong de Tang |